# Santana (Boyacá)
Santana es un municipio del departamento de Boyacá, en Colombia. Hasta el siglo XIX su nombre era Santa Ana de Vélez.

## Toponimia

##### Origen lingüístico[3]
- Familia lingüística: Indoeuropea / Afroasiática
- Lengua: Latín / Hebreo

##### Significado
Santa es una expresión que proviene de la voz latina sanctus, que nombra lo sagrado, variación de sancio “inviolable”. Sanctus es una modificación del vocablo sak que genera los sentidos de “honrar, reverenciar, respetar, estimar, venerar, glorificar, hacer inviolable algo por un acto religioso, establecer de una manera inmutable, ordenar, decretar, sancionar”. Es una expresión que antiguamente nombró la acción de teñir con sangre de sacrificio a quienes purificaban sus pecados; esta práctica era llamada santi-santos”.
El nombre Ana es de origen hebreo, Hannah, y significa “la benéfica”.

##### Origen / Motivación
El municipio lleva esta denominación, ya que al parecer Santa Ana fue venerada por los habitantes para salvaguardar a la comunidad de los peligros, las calamidades y las enfermedades. Nombre en honor a la madre de la Virgen María”.

##### Nombres históricos
- Nuestra Señora Santa Ana de Vález (1692)

## Historia
Su fundación hispánica data del año 1692, pero antes de la llegada de los españoles su territorio eran tierras de los indios Guanes, quienes habitaban la región que actualmente es territorio de Santander.
Inicialmente, según sus crónicas, Santana se convirtió en un punto neurálgico de los intercambios socioeconómicos entre los caciques de Chitaraque y Pare. En aquel entonces el comercio se realizaba mediante el intercambio de elementos de agricultura, orfebrería y ornamentos realizados de manera artesanal. El principal producto de comercio en la zona lo constituyó el algodón, con el cual se confeccionaban mantas y vestidos; el algodón se cultivaba en las áreas aledañas a los ríos Suárez y Lenguaruco que bañan la zona; también se cultivaban la papa y el maíz en los lugares medios y bajos de la región.
El primer contacto entre los indígenas súbditos de Chitaraque y Pare con los españoles a los que llamaron “Hijos del Sol”, fue a comienzos de 1537, fecha en la cual el adelantado don Gonzalo Jiménez de Quezada (fundador de Bogotá), debido a las dificultades de navegación por el río Magdalena y a lo abrupto del terreno y con el conocimiento de la existencia del pueblo Chibcha, decidió invadir el territorio Muisca utilizando el camino de Vélez. Se estima que a comienzo del mes de marzo de 1537, las huestes conquistadoras tuvieron los primeros contactos con los indígenas de la región, quienes creyendo que eran enviados de los dioses les brindaron su hospitalidad y veneración y les zahumaron con resina de moque y hojas de hayo, que eran destinadas para honrar a los dioses. 
Al producirse la fundación de la ciudad de Vélez el 3 de junio de 1539 por don Martín Galeano, se concretó el dominio español sobre la región. Después del estupor y declinación de los indígenas a manos de los españoles, comenzó el proceso de aculturación y endoculturación de los indígenas; el adoctrinamiento y enseñanza de fe católica y el idioma castellano se inició por parte de los padres Dominicos y Agustinos, quienes hicieron su entrada al lado de los conquistadores y se asentaron en las partes más densas de la población indígena, en donde fundaron sus conventos, monasterios y escuelas para los hijos de las jerarquías indígenas.
Algunos pueblos se formaron en el cruce de caminos o en la entrada o salida de desfiladeros. Otros surgieron en concentraciones demográficas de las veredas alrededor de los cultivos o las minas. Santa Ana se constituyó en punto importante de concentración demográfica y comercial, ya que era punto obligado de paso para los viajeros que se desplazaban por el antiguo camino de Vélez. Inicialmente se constituyó en doctrina a donde regularmente “miércoles y sábados” se desplazaban los indígenas para realizar sus intercambios comerciales. Actualmente la tradición indígena de realizar el mercado pequeño el miércoles y el mercado mayor el sábado, se conservan aún en nuestro municipio.
Con el transcurrir de los años, la concentración demográfica se acrecentó. A mediados del año 1600 el municipio se convirtió en viceparroquia, sin párroco ni autoridades estables y alrededor del templo se realizaban las festividades populares religiosas asistidas por un párroco que se desplazaba desde Vélez para celebrar la misa los fines de semana. El progreso de la viceparroquia y el empeño e interés de los vecinos del lugar, presionaron para que las autoridades eclesiásticas y civiles elevaran el lugar a la categoría de parroquia con sacerdotes estables; posteriormente fueron nombrados los alcaldes. Esto ocurrió en Santa; Ana; De Vélez a finales de 1692; se denomina de Vélez por cuanto en aquella época las parroquias existentes dependían eclesiásticamente del municipio de Vélez. 
A comienzos de 1693 bajo las órdenes del maestro Letrado Pbro. Juan Antonio Riera, primer párroco de Santa Ana como se observa en el archivo parroquial después de los preparativos pertinentes, ofició el primer bautizo cristiano, el 2 de febrero de 1963 a un niño de dos meses, a quien se le llamó Faustino (esclavo). Sus padrinos fueron Don Andrés Crespo y la señora Juana de Crespo, quienes por aquel entonces conformaban el núcleo Español asentado en Santa Ana De Vélez; otro dueños de haciendas fueron: Don Francisco Velasco, Don Salvador Fernández, Don Joseph de Saavedra, Don Cristóbal de Luengas, Don Joseph Otero, Don Marcos De Angulo, Don Diego de Franco y algunos más.
El primer entierro cristiano se efectuó el 10 de marzo de 1693 y se le practicó a una esclava libre llamada Jacinta, quien era trabajadora al servicio de Don Diego de Franco. Así mismo el primer matrimonio en la parroquia, se realizó el 13 de mayo de 1693 y los desposados fueron Marcos, el esclavo del maestro Bartolomé de Angulo, y María Durán mujer libre; los padrinos fueron Don Salvador Fernández y la señora Lucía de Contreras.
Por aquel entonces la parroquia de Santa Ana de Vélez pertenecía al poblado de Chitaraque y por consiguiente todo lo relacionado con la parte civil y jurídica le pertenecía al poblado y lo religioso a la parroquia.
El asentamiento de españoles en la región hizo que el proceso de aculturación de los indígenas se acelerara. Después de la fundación comenzó el periodo de organización; en dicha época de caracteres rurales, surgió una aristocracia terratenientes de los (hacendados) y se consolidó la autoridad real (tierras realengas), la propiedad eclesiástica (los bienes de manos muertas) y la propiedad comunal indígena de los resguardos. La hacienda de autoconsumo fue la más generalizada en la región; solo algunas haciendas ubicadas en las márgenes del río Suárez y Lenguaruco, daban un dividendo lucrativo, debido al cultivo de algodón, el cual era vendido a los artesanos (obrajes) del Socorro y San Gil, para la confección de mantas, vestidos, alpargatas, costales y otros derivados.

## Geografía
Descripción Física:
El Municipio de Santana se ubica dentro del Departamento de Boyacá, en la Provincia de Ricaurte Bajo, también conocida como la Hoya del Río Suárez, que comprende los Municipios de Arcabuco, Moniquirá, Togüí, San José de Pare y Chitaraque.
Límites del municipio:
- Norte: con Suaita - Departamento de Santander
- Este: con Chitaraque y el Departamento de Santander
- Sur: con Chitaraque y San José de Pare - Departamento de Boyacá.
- Oeste: con Güepsa - Departamento de Santander

Extensión total: 67 km²
Altitud de la cabecera municipal (metros sobre el nivel del mar): 1550 m.s.n.m
Temperatura media: entre 18 y 23 °C
Distancia de referencia: Tunja (Capital del Departamento) a 93 km

### Ecología
El municipio de Santana está ubicado en la cuenca hidrográfica del río Suárez, como microruencas importantes tenemos la de la quebrada del Salitre, quebrada del Mohan, quebrada Morales, quebrada la roca. La flora y la fauna es la típica del clima tropical medio por su ubicación geográfica en la cordillera central andina. En cuanto a reservas naturales solo se destacan algunos relictos de bosque nativo, no siendo mayor a las 25 hectáreas.

## División Político-Administrativa
Además de su Cabecera municipal. Santana tiene bajo su jurisdicción los siguientes Centros poblados:
- Casablanca
- Mateguadua

## Economía
La base de la economía del municipio de Santana es el cultivo de caña de azúcar para la producción de panela, alcanzando volúmenes anuales de aprox., 40000 toneladas, las que se obtienen en 100 trapiches paneleros generando aproximadamente 1500 empleos directos y otros tantos indirectos. Se calcula que la extensión destinada a esta actividad es de 4000 hectáreas ( 60% de la extensión del municipio). La producción obtenida se comercializa en el centro de acopio del municipio los días sábados, junto con la de otros municipios aledaños de la hoya del río Suárez de Santander y Boyacá como (Guepsa, San Benito, Suaita, Oiba por Santander; Chitaraque, San José de Pare, Togüi y Moniquira por Boyacá), convirtiéndose en el principal centro de comercialización de este producto en el país con volúmenes mayores a las 2000 toneladas semanal. En Segundo lugar se destaca el cultivo de café con producciones marginales de tan solo 1000 kilogramos por Hectárea, destinando para esta actividad aproximadamente el 10% de la extensión (700 Hectáreas). En Tercer lugar y menos importante que el Café esta la producción bovina, cuantificando en promedio 2000 cabezas de ganado de doble fin.